# زالاهالاپ
زالاهالاپ (به مجاری:  Zalahaláp) یک شهرداری در مجارستان است که در ناحیه تاپولتسا واقع شده‌است. زالاهالاپ ۲۴٫۱۳ کیلومتر مربع مساحت و ۱٬۱۶۴ نفر جمعیت دارد.

## خواهرخوانده
شهر Sânmartin خواهرخواندهٔ زالاهالاپ هست.